# Formulario di identificazione dei rifiuti
Il formulario di identificazione dei rifiuti (cosiddetto FIR) è un documento di accompagnamento del trasporto dei rifiuti, effettuato da un trasportatore autorizzato, che contiene tutte le informazioni relative alla tipologia del rifiuto, al produttore, al trasportatore ed al destinatario.
Il FIR è uno dei tre strumenti - insieme al MUD, (cioè il modello unico di dichiarazione ambientale) e al registro di carico e scarico dei rifiuti - previsti dal D.Lgs. n. 22/1997 (cosiddetto decreto Ronchi) e successivamente dal D.Lgs. n.152/2006 al fine di controllare e, per certi versi contabilizzare, il flusso della produzione dei rifiuti speciali.
La movimentazione dei rifiuti esclusivamente all'interno di aree private non necessita di compilazione del FIR.

## Vidimazione
I formulari di identificazione dei rifiuti, prima di essere utilizzati, dovranno essere presentati presso la propria C.C.I.A.A. di competenza o presso la filiale delle Agenzie delle Entrate, per essere vidimati.

## Compilazione
Il FIR deve essere redatto in 4 esemplari, compilato, datato e firmato dal produttore o dal detentore dei rifiuti e controfirmato dal trasportatore. Le copie del formulario devono essere conservate per 3 anni.
Una copia del formulario deve rimanere presso il produttore o il detentore e le altre tre, controfirmate e datate in arrivo dal destinatario, sono acquisite una dal destinatario e due dal trasportatore, che provvede a trasmetterne una al detentore.
I FIR devono essere numerati e vidimati dagli uffici dalle Camere di commercio, industria, artigianato e agricoltura e devono essere annotati sul registro IVA acquisti (nel senso che deve essere registrata la fattura di acquisto del formulario con l'indicazione dei codici alfanumerici identificativi del blocco di formulari acquistato).
La vidimazione dei predetti formulari di identificazione è gratuita e non è soggetta ad alcun diritto o imposizione tributaria.
L'emissione del FIR è a cura del Produttore del rifiuto, in caso di sua impossibilità l'emissione del documento può essere a cura del Trasportatore, rimanendo tuttavia in vigore le responsabilità del Produttore su quanto in esso dichiarato.

## Istruzioni per la compilazione del FIR
La compilazione prevede il riempimento di determinati campi predisposti sul modulo conforme all'allegato B del D.Lgs. 152/2006.
Di seguito i campi previsti: 
- Numero Registro: Ogni attore della filiera dei rifiuti (produttore, trasportatore, destinatario), riporterà in questo campo e solo sulla propria copia di pertinenza, il numero della registrazione consecutiva relativa al registro di carico e scarico dei rifiuti. I soggetti che non sono tenuti a tenere il registro di carico e scarico, riporteranno nello spazio "Annotazioni" l'indicazione "Esente dalla tenuta dei registri di carico e scarico";
- Data di emissione del formulario: Va indicata la data in cui il formulario viene emesso, e deve comunque essere sempre una data pari o successiva alla data di produzione del rifiuto;
- PUNTO 1 - Produttore o Detentore: identifica chi ha prodotto il rifiuto, o chi ne sia in possesso, e ricorra nel caso di doversene disfare. Vanno pertanto indicati i dati della ragione sociale, nel caso di aziende, o il nome e cognome in caso di privato. Unitamente ai predetti dati, si indicano l'indirizzo del luogo in cui i rifiuti sono stati prodotti o dove sono detenuti. Nel caso di aziende, la cui sede legale non coincide con la sede ove sono stati prodotti i rifiuti, è necessario indicare i dati dell'unità locale ove è occorsa la produzione dei rifiuti. Si completa lo schema indicando il Codice Fiscale, (identico alla Partita IVA per le società, mentre per le imprese individuali o per i privati, coincide con il codice fiscale del titolare o del privato che ha prodotto o detiene i rifiuti di cui necessita disfarsi). Il numero di autorizzazione e la relativa data di inizio validità, sono obbligatori solo per le imprese dotate di autorizzazione per la gestione o produzione di rifiuti.
- PUNTO 2 - Destinatario: identifica l'azienda che riceverà i rifiuti oggetto del trasporto. Sarà pertanto necessario indicare la ragione sociale del destinatario, indicando anche in questo caso, l'unità locale ove verranno conferiti i rifiuti, nel caso il destinatario abbia la sede legale diversa dall'unità locale. Il codice fiscale, e il numero di autorizzazione rilasciato dagli enti preposti, corredato dalla data d'inizio validità della stessa.
- PUNTO 3 - Trasportatore: Indicare la ragione sociale dell'impresa autorizzata ad eseguire il trasporto di rifiuti, indicando la sede legale, ed il numero di autorizzazione al trasporto rifiuti, con la data di inizio validità, rilasciata da una delle sezioni regionali o provinciali (per le provincie autonome di Trento e Bolzano), e della data d'inizio validità.
- Annotazioni: campo dedicato ad eventuali annotazioni di uno dei tre attori della filiera dei rifiuti: Es. (motivazioni di mancato conferimento entro la data d'inizio trasporto del carico, etc...);
- PUNTO 4 - Caratteristiche del rifiuto

1. Denominazione/Descrizione del rifiuto: Indicare la descrizione del rifiuto, come dal Nuovo Elenco Europeo dei Rifiuti (Decisione 2000/532/CE, modificata dalle Decisioni 2001/18/CE, 2001/119/CE, 2001/573/CE).
2. Codice del Rifiuto: Indicare il codice CER del rifiuto, come dal Nuovo Elenco Europeo dei Rifiuti (Decisione 2000/532/CE, modificata dalle Decisioni 2001/18/CE, 2001/119/CE, 2001/573/CE).
3. Stato Fisico: barrare una delle quattro opzioni relative allo stato fisico del rifiuto: 1) Solido pulverulento; 2) Solido non pulverulento; 3) Fangoso palabile; 4) Liquido;
4. Caratteristiche di pericolo: Indicare i nuovi codici di pericolo HP, come dal rapporto analitico redatto da un laboratorio chimico, che ha condotto i test necessari per verificare la tipologia di pericolosità del rifiuto;
5. N. Colli/Contenitori: Indicare in quanti colli o contenitori è contenuto il rifiuto relativo al carico oggetto del trasporto per il formulario che si sta compilando;

- PUNTO 5 - DESTINAZIONE DEL RIFIUTO: Barrare una delle due opzioni "Recupero" o "Smaltimento", in funzione dell'attività che verrà svolta dal destinatario, una volta che avrà ricevuto tale rifiuto. Indicare inoltre il codice relativo al tipo di operazione che verrà svolta dal destinatario, da R1 a R13 per il recupero, e da D1 a D15 per lo smaltimento;

1. Caratteristiche chimico-fisiche: Va indicato solo in caso di conferimento presso una discarica, per cui il produttore deve chiarire e dimostrare che il rifiuto sia dotato delle caratteristiche necessarie per l'ammissibilità nella corrispondente categoria. È possibile allegare il certificato analitico ove tali caratteristiche siano indicate.

- PUNTO 6 - Quantità: In caso il produttore sia dotato di un sistema di pesatura regolarmente verificato, potrà indicare i tre pesi (Lordo, Tara e Netto, quest'ultimo in Kg. o Litri in funzione dello stato fisico del rifiuto), restando fermo il fatto che è il destinatario che determinerà in ultimo il peso effettivo del carico. In alternativa qualora il produttore non sia dotato di sistema di pesatura, dovrà essere indicato un peso presunto che sia però quanto più reale per quanto stimato, e barrare la casella "Peso da verificarsi a destino".
- PUNTO 7 - Percorso: Indicare eventuali variazioni del percorso, nel caso venga seguita una direttrice diversa da quella più breve per trasportare il rifiuto dal luogo d'origine al destinatario.
- PUNTO 8 - Trasporto sottoposto a normativa ADR/RID: indicare se il trasporto occorre in uno dei due casi, relativo al trasporto di merci pericolose;
- PUNTO 9 - La firma è obbligatoria per il produttore del rifiuto, e per il trasportatore, che convalidano la correttezza dei dati inseriti sul formulario, assumendosene le conseguenti responsabilità;
- PUNTO 10 - Modalità e mezzo di trasporto: Indicare la targa e il rimorchio utilizzati per il trasporto del rifiuto, il cognome e nome del conducente del mezzo, la data e l'orario dell'inizio del trasporto, (queste due ultime informazioni confermeranno la validità del percorso più breve adottato);
- PUNTO 11 - Riservato al destinatario: Produttore e Trasportatore non devono scrivere nulla su nessuna delle copie. Considerando che la prima copia del formulario, rimane al Produttore quando affida il carico al Trasportatore, il Destinatario alla ricezione del carico, dovrà dichiarare sulla seconda pagina a ricalco sulle successive due pagine, una delle possibili opzioni: Accettato per intero (in caso il carico venga accettato nella sua totalità), Accettato per le seguenti quantità (nel caso il carico venga accettato per una quantità inferiore a quanto effettivamente conferito, ad esempio per carichi non completamente conformi, che quindi riconsegneranno al Trasportatore la parte di carico non accettata), Respinto per le seguenti motivazioni (indicare il motivo del respingimento del carico). Sempre a cura del Destinatario è indicare il quantitativo di rifiuto accettato, indicando l'unità di misura in Kg. o Litri. Completa la dichiarazione indicando la data e l'ora di ricezione del carico, che conferma quindi la fine del trasporto, e appone la propria firma a conferma di quanto dichiarato.

## Normativa
Gli obblighi di tenuta e compilazione di FIR, MUD e Registro di carico e scarico dei rifiuti sarebbero stati destinati ad essere parzialmente sostituiti dall'obbligo di inserire i rispettivi dati nel nuovo Sistema di controllo della tracciabilità dei rifiuti, il cosiddetto SISTRI che però è stato soppresso dall'art. 6 del Decreto-legge 14 dicembre 2018, n. 135, non essendo, tra l'altro, mai entrato definitivamente in funzione.